# Вятина
В'ятина  — річка в Україні, в межах Бродівського району Львівської області та (частково) Тернопільського району Тернопільської області. Права притока Серету (басейн Дністра). 

## Опис
Довжина річки близько 21 км. Річище на значній протяжності каналізоване і випрямлене. Споруджено декілька ставів, переважно в нижній течії. Найбільш заболочена пригирлова частина. 

## Розташування
Витоки розташовані серед лісових хащ на північ від села Верхобуж Золочівського району, на висоті близько 400 м. над рівнем моря. Тече переважно на південний схід. Впадає до Правого Серету північніше села Піщане.

## Населені пункти
Золочівського району Львівської області:
- Верхобуж

Бродівського району Львівської області:
- Лукавець
- Батьків

Зборівського району Тернопільської області: 
- Піщане

## Цікаві факти
За минулі століття воду річки використовували для сільського господарства (водяні млини, круподерки) та для виробництва сукна (сукнобійки). Після Першої світової війни річку використовували для виробництва електроенергії. Нині вода річки іде для зрошення сільськогосподарських угідь (у посушливий літній період), також для домашніх потреб, а у ставах, утворених на руслі річки, розводять рибу та водоплавну птицю.